# 邢麟
邢麟，山西霍州人，明朝政治人物。舉人出身。
永樂六年，戊子科山西鄉試中舉，后任平谷縣知縣。